# ÖFB-Cup 1964-1965
La ÖFB-Cup 1964-1965 è stata la 31ª edizione della coppa nazionale di calcio austriaca.

## Ottavi di finale
| Squadra 1            | Risultato   | Squadra 2          |
| -------------------- | ----------- | ------------------ |
| 10 ottobre 1964      |             |                    |
| Simmering            | 1 - 3 (dts) | Wr. Neustädter     |
| Rapid Vienna         | 7 - 0       | Gloggnitz          |
| 11 ottobre 1964      |             |                    |
| WSV-ATSV Ranshofen   | 4 - 2       | Kufstein           |
| Schwarz-Weiß Bregenz | 5 - 3 (dts) | Austria Salisburgo |
| 14 ottobre 1964      |             |                    |
| Admira Vienna        | 4 - 1       | First Vienna       |
| Sturm Graz           | 5 - 2       | Wien               |
| 20 dicembre 1964     |             |                    |
| LASK                 | 3 - 0       | Austria Klagenfurt |
| 12 maggio 1965       |             |                    |
| Bischofshofen        | 1 - 0       | Marchegg           |

## Quarti di finale
| Squadra 1            | Risultato   | Squadra 2            |
| -------------------- | ----------- | -------------------- |
| 6 dicembre 1964      |             |                      |
| Schwarz-Weiß Bregenz | 2 - 2 (dts) | WSV-ATSV Ranshofen   |
| 17 aprile 1965       |             |                      |
| Sturm Graz           | 3 - 3       | LASK                 |
| 16 maggio 1965       |             |                      |
| WSV-ATSV Ranshofen   | 2 - 2 (dts) | Schwarz-Weiß Bregenz |
| Bischofshofen        | 0 - 0 (dts) | Wr. Neustädter       |
| 19 maggio 1965       |             |                      |
| Admira Vienna        | 1 - 0       | Rapid Vienna         |
| 26 maggio 1965       |             |                      |
| LASK                 | 3 - 0       | Sturm Graz           |
| 27 maggio 1965       |             |                      |
| Wr. Neustädter       | 6 - 1       | Bischofshofen        |

## Semifinale
| Squadra 1            | Risultato | Squadra 2      |
| -------------------- | --------- | -------------- |
| 17 giugno 1965       |           |                |
| LASK                 | 2 - 1     | Admira Vienna  |
| Schwarz-Weiß Bregenz | 0 - 1     | Wr. Neustädter |

## Finale
| Squadra 1      | Risultato | Squadra 2      |
| -------------- | --------- | -------------- |
| 24 giugno 1965 |           |                |
| Wr. Neustädter | 0 - 1     | LASK           |
| 26 giugno 1965 |           |                |
| LASK           | 1 - 1     | Wr. Neustädter |